# Günter Simon (Journalist, 1931)
Günter Simon (* 26. März 1931 in Neupetershain; † 21. Dezember 2019 in Neu Fahrland) war ein deutscher Fußballspieler und Sportjournalist. Für die Betriebssportgemeinschaft (BSG) Rotation Babelsberg spielte er in den 1950er-Jahren in der DDR-Oberliga, der höchsten Liga im DDR-Fußball.

## Sportliche Laufbahn
Sofort nach Wiederaufnahme des Fußballsportbetriebes nach dem Ende des Zweiten Weltkriegs begann Günter Simon in der Niederlausitz organisiert Fußball zu spielen. Seine Stationen als Nachwuchsspieler waren die Sportgemeinschaften in Drebkau (1946–1947) und Neupetershain (1947–1950). Im Männerbereich spielte er zunächst 1950/51 bei der unterklassigen BSG Traktor in Markee bei Nauen.
Zur Saison 1951/52 wechselte Simon zum DDR-Oberligisten Rotation Babelsberg. Dort war er bis einschließlich 1954 nur Reservespieler. Lediglich 1951/52 und 1953/54 kam er als Wechselspieler auf 25- bzw. 75-minütige Einsätze. Erst in der Saison 1954/55 rückte er in den erweiterten Oberligakader auf, als er in den 26 Punktspielen vom 9. Spieltag an 13 Oberligabegegnungen absolvierte. Dabei wurde er zunächst als linker Läufer, später in der Abwehr eingesetzt. Als im Herbst 1955 eine Übergangsrunde zum Wechsel in die Kalenderjahrsaison nach sowjetischem Vorbild ausgetragen wurde, konnte sich Simon einen Platz als rechter Verteidiger erobern, als er von den 13 Punktspielen zwölf Partien bestritt. 1956 fehlte er wieder völlig im Oberligateam, erst in der Spielzeit 1957 kehrte er in die Stammelf zurück, nun regelmäßig in 23 Oberligapartien im Mittelfeld spielend. Dort spielte er auch 1958 wieder, bestritt aber nur 17 Spiele in der Oberliga und wurde vom 18. Spieltag nicht mehr eingesetzt.
Die BSG Rotation Babelsberg stieg nach der Saison 1958 aus der Oberliga ab. Günter Simon beendete nach 67 Oberligaeinsätzen, in denen er nie zu einem Torerfolg kam, seine Laufbahn als Fußballspieler im oberen Ligenbereich.

## Berufliche Karriere
Zunächst absolvierte Simon eine Ausbildung zum Rechtsanwaltsgehilfen. Auf der Arbeiter- und Bauern-Fakultät erwarb er anschließend die Hochschulzugangsberechtigung und studierte ab 1952 an der Humboldt-Universität zu Berlin das Fach Germanistik. Nach dem Abstieg von Rotation Babelsberg war er von 1956 bis 1961 bei der DDR-Filmgesellschaft DEFA im Lektorat des Spielfilmstudios tätig, ehe er ab 1961 dreißig Jahre als Journalist bei der fuwo – Die neue Fußballwoche tätig war. Zunächst schrieb er für das DFV-Verbandsorgan als Redakteur und war nach dem Weggang von Jürgen Nöldner, der für das kicker Sportmagazin ein Büro für den NOFV-Einzugsbereich aufbaute, von Mai 1990 bis November 1991 der fuwo-Chefredakteur. Als stellvertretender Chefredakteur hatte er 1984 bereits im Übergang von Klaus Schlegel zu Jürgen Nöldner kurzzeitig als amtierender Chef die Tagesarbeit geleitet. In den 1990er-Jahren schrieb er für die Berliner Fußballwoche. Der Diplomgermanist hat mehrere Fachbücher über Fußball verfasst und war Mitautor aller zwischen 1962 und 1982 im Sportverlag erschienen WM- und EM-Bücher.

## Ehrenamt
Von 1994 bis 2002 war Simon Gemeindevertreter und von 1998 bis 2002 stellvertretender Bürgermeister von Neu Fahrland. Außerdem war er bis 2005 für 119 Ausgaben der Herausgeber des Gemeindeblattes Neu Fahrländer Landbote, das in einer Auflage von 3000 Stück erschien. Im Jahr 2000 war er an der Gründung eines lokalen Kultur- und Sport-Clubs beteiligt.

## Schriften
- Im Banne des Balls (mit Wolfgang Hempel, Horst Friedemann, Klaus Schlegel und Rainer Baumann). Sportverlag Berlin, Ost-Berlin 1965.
- Fussball – Magnet für Millionen (von Klaus Schlegel und Wolfgang Behrendt). Sportverlag Berlin, Ost-Berlin 1977, Lizenznummer 140 355/46/77 9005. (Statistikteil)
- Fußball informativ (Gesamtredaktion). Sportverlag Berlin, Berlin 1986, ISBN 3-328-00130-1.
- Fussball-Lexikon (mit Bernd Rohr). Verlag Copress, München 1991, ISBN 3-7679-0330-X.
- Fussball-Lexikon (mit Bernd Rohr). Verlag Copress, München 1993, ISBN 3-7679-0410-1.
- Immer hart am Wind. 40 Jahre F.C. Hansa Rostock (mit Robert Rosentreter). Verlag Die Werkstatt, Göttingen 2005, ISBN 3-89533-504-5.